# Левый фронт Каталонии
Левый фронт Каталонии (кат. Front d'Esquerres de Catalunya) — избирательный альянс ряда левых каталонских партий. Был создан 4 февраля 1936 года, чтобы объединить политические и общественные силы, поддерживавших Республику и автономию Каталонии для участия в выборах во II Кортесах Республики. Союзник и участник широкой левореспубликанской коалиции Народный фронт.

## История
Коалиция Левый фронт Каталонии была учреждена рядом каталонских партий, по преимуществу левых, 4 февраля 1936 года в знак солидарности с Народным фронтом, широкой избирательной коалицией левых республиканцев, социалистов и коммунистов, созданной в январе того же 1936 года. В своей программе новое политическое объединение провозгласило, в частности, амнистию для лиц, лишённых свободы за провозглашение каталонского государства 6 октября 1934 года, возобновление действия Статута об автономии Каталонии и автономного правительства.
На выборах в феврале 1936 года главным соперником Левого фронта стал Каталонский фронт за порядок (кат. Front Català d'Ordre, FCO), избирательный альянс центристских Каталонской лиги и Радикальной республиканской партии с рядом правых партий («Правые Каталонии», Каталонское народное действие, карлисты и «Испанское обновление»), стоявшим в оппозиции к левым республиканцам и участникам событий 6 октября. В итоге, за Левый фронт проголосовали 59,1 % избирателей, за Каталонский фронт за порядок — 40,8 %. Таким образом из 54 мест, выделенных Каталонии во II Кортесах Республики, Левый фронт получил 41, его оппонентам справа досталось лишь 13.
После выборов партии, входившие в Левый фронт, не создали ни единой парламентской группы, ни каких-либо координирующих органов. Сразу после начала гражданской войны в Испании, по инициативе марксиста Жоана Комореры, был созван координирующий комитет, но никакого практического эффекта это действие не имело. В дальнейшем, никаких попыток координировать свои действия участники Левого фронта не предпринимали.

## Партии-участники
| Партия                                          | Оригинальное название                               | Год основания | Идеология                                                                                         | Лидеры                           | Депутаты |
| ----------------------------------------------- | --------------------------------------------------- | ------------- | ------------------------------------------------------------------------------------------------- | -------------------------------- | -------- |
| Республиканская левая Каталонии                 | кат. Esquerra Republicana de Catalunya, ERC         | 1931—н. в.    | Левые; социализм, панкаталонизм, республиканизм, каталонский индепендизм, каталонский национализм | Франсеск Масия, Льюис Компаньс   | 21       |
| Республиканское каталонское действие            | кат. Acció Catalana Republicana, ACR                | 1931—1939     | Левый центр; каталанизм, республиканизм, либеральная демократия                                   | Льюис Николау д’Олвер            | 5        |
| Социалистический союз Каталонии                 | кат. Unió Socialista de Catalunya, USC              | 1923—1936     | Крайне левые; социализм, марксизм, каталанизм, республиканизм                                     | Жоан Коморера                    | 4        |
| Левая республиканская партия                    | кат. Partit Republicà d'Esquerra, PRE               | 1935—н. в.    | Левый центр; республиканизм, левый либерализм, реформизм, антиклерикализм, лаицизм                | Фаусти Бальве и Пельисер         | 3        |
| Левая республиканская националистическая партия | кат. Partit Nacionalista Republicà d'Esquerra, PNRE | 1933—1936     | Левые; социализм, каталанизм, республиканизм                                                      | Жоан Льюи                        | 2        |
| Союз крестьян                                   | кат. Unió de Rabassaires                            | 2006          | Левые; социализм, каталонский национализм, аграризм                                               | Хосеп Кальвет, Пау Падрон        | 2        |
| Рабочая партия марксистского единства           | кат. Partit Obrer d'Unificació Marxista, POUM       | 1935—1980     | Крайне левые; марксизм, ленинизм, антисталинизм, троцкизм, революционный социализм                | Хоакин Маурин, Андреу Нин        | 1        |
| Пролетарская каталонская партия                 | кат. Partit Català Proletari, PCP                   | 1934—1936     | Крайне левые; коммунизм, каталонский национализм, республиканизм                                  | Жауме-Компте                     | 1        |
| Партия коммунистов Каталонии                    | кат. Partido Comunista de Cataluña, PCC             | 1932          | Крайне левые; коммунизм, каталанизм, республиканизм                                               | Микель Вальдес, Рамон Касанельяс | 1        |

## Результаты выборов
На выборах 1936 года Левый фронт Каталонии получил в общей сложности 41 мест из 54, в том числе:
- Город Барселона (16 мест) — Республиканская левая Каталонии (ERC) — 8, Республиканское каталонское действие (ACR) и Левая республиканская партия (PRE) — по 2, Пролетарская каталонская партия (PCP), Социалистический союз Каталонии (USC), ПОУМ и Партия коммунистов Каталонии (PCC) — по 1.
- Провинция Барселона (11 мест) — ERC — 5, USC и Союз крестьян (UdeR) — по 2, PNRE и ACR — по 1.
- Провинция Жирона (5 мест) — ERC — 3, PNRE и ACR — по 1.
- Провинция Таррагона (5 мест) — 2 ERC — 1, Каталонская федерации ИСРП, ACR и PRE — по 1.
- Провинция Лерида (4 места) — ERC — 3, USC — 1.